# N’Garoua Koura
N’Garoua Koura (auch: N’Garouakoura, N’Garwa, Ngarwa, N’Garwa Koura, Ngarwa Koura) ist ein Dorf in der Landgemeinde Gueskérou in Niger.

## Geographie
Das von einem traditionellen Ortsvorsteher (chef traditionnel) geleitete Dorf liegt am Fluss Komadougou Yobé, der hier die Staatsgrenze zu Nigeria bildet. Es befindet sich rund 14 Kilometer südwestlich des Hauptorts Gueskérou der gleichnamigen Landgemeinde, die zum Departement Diffa in der gleichnamigen Region Diffa gehört. Zu den Siedlungen in der näheren Umgebung von N’Garoua Koura zählen Déwa Karguéri im Nordosten und Assaga Koura im Südwesten.
Die Siedlung ist Teil der 860.000 Hektar großen Important Bird Area des Graslands und der Feuchtgebiete von Diffa. Zu den in der Zone beobachteten Vogelarten zählen Arabientrappen, Beaudouin-Schlangenadler, Braunrücken-Goldsperlinge, Fuchsfalken, Nordafrikanische Lachtauben, Nubiertrappen, Prachtnachtschwalben, Purpurglanzstare, Rothalsfalken, Sperbergeier und Wüstenspechte als ständige Bewohner sowie Rötelfalken, Steppenweihen und Uferschnepfen als Wintergäste.

## Bevölkerung
Bei der Volkszählung 2012 hatte N’Garoua Koura 1279 Einwohner, die in 211 Haushalten lebten. Bei der Volkszählung 2001 betrug die Einwohnerzahl 790 in 154 Haushalten und bei der Volkszählung 1988 belief sich die Einwohnerzahl auf 718 in 162 Haushalten.

## Wirtschaft und Infrastruktur
Mit einem Centre de Santé Intégré (CSI) ist ein Gesundheitszentrum im Ort vorhanden. Eine erste Grundschule wurde im Jahr 1961 eröffnet, eine zweite, in der neben der Amtssprache französisch auch auf Arabisch unterrichtet wird, im Jahr 2009. Ein 2008 errichteter Getreidespeicher am Ortsrand hat ein Fassungsvermögen von 20 Tonnen.